# Rubén Bareiro Saguier
Rubén Bareiro Saguier, né le 22 janvier 1930 à Villeta del Guarnapitán, Paraguay, et mort le 25 mars 2014 à Asuncion est un poète, essayiste et professeur de littérature latino-américaine paragayen . Il est ambassadeur du Paraguay en France de 1994 à 2003.

## Biographie
Rubén Bareiro Saguier a des origines françaises par son grand-père, Pierre Saguier, parisien qui est le premier agent consulaire  envoyé par Louis XVIII au Paraguay en 1817. Rubén obtient, en 1947,  le baccalauréat ès arts de l'Université nationale d'Asunción. Il est ensuite étudiant, à l'Université d'Asunción en littérature. Il est un leader étudiant et il est incarcéré un temps. Il obtient néanmoins ses diplômes et exerce la profession d'avocat et il enseigne la littérature. En 1955 il est cofondateur de la revue Alcor.
En 1962, il obtient une bourse pour étudier à l'Université Paul Valéry-Montpellier III.  Il s'installe en France. Diplômé il travaille alors comme assistant et lecteur espagnol à l'Université de Paris. En 1971 il publie de "Ojo por Diente", pour lequel il reçoit  le prix cubain Casa de las Américas.  L'année suivante, lors d'une de ses visites au Paraguay, il est arrêté et enfermé pendant un mois et demi au centre de répression du régime d' Alfredo Stroessner. Grâce à la mobilisation d'intellectuels du monde entier (dont Jean-Paul Sartre , Gabriel García Márquez , Mario Vargas Llosa , Ernesto Sabato...), il est libéré et expulsé. Il vit alors en France ; il  ne peut retourner au Paraguay qu'en 1989, après la chute du régime. 
En 1991 il soutient une thèse de doctorat en Études latino-américaines De la litterature guarani a la litterature paraguayenne : un processus colonial sous la direction de Edmond Cros. Il est professeur de littérature hispano-américaine et de langue guarani à l'Université de Vincennes. Il est chercheur au CNRS et directeur de Recherches de la section “Ethnolinguistique amérindienne”.
Il est nommé ambassadeur du Paraguay à Paris en 1994 et le reste jusqu'en 2003. Il quitte alors la France  pour passer les dernières années de sa vie au Paraguay. 
Il meurt d'une crise cardiaque le 25 mars 2014. Un hommage lui est rendu à Paris, à  Maison de l'Amérique latine, en présence de sa compagne chilienne  Ana María Gómez, le 18 mai 2015. 

## Publications

### Ouvrages
Poésie paraguayenne du XXe siècle d'expression espagnole, éd. bilingue, traduction Françoise Campo-Timal,  Genève,  Patiño, 341 p.
Anthologie de la nouvelle hispano-américaine (co-auteur  Olver Gilberto de León), Paris, 1982, Belfond, 284 p. 
Poésie guarani (co-auteur Carlos Villagra Marsal),  Traduction Anne Michon, coll. Littératures et cultures latino-américaines, Patiño, 2000
Prison, texte en français et en espagnol, Traduction Claude Couffon, Paris, 1987, Ed. Caractères, 37 p.
Pacte du sang : récits du Paraguay, traduction Anne-Marie Métailié, Paris, 1971, Éditions du Cerf, 120 p.
Comment l'oncle Emilio gagna la vie éternelle (suivi de) Pareil à mon mari défunt, traduction par Françoise Thanas, publié avec l'aide du Centre National du Livre Coédition Théâtre Gérard Philipe de Saint-Denis, ouvrage  publié dans le cadre de la manifestation "Du monde Entier" organisée par le Théâtre Gérard Philipe.

### Articles
Tarroux-Follin Christiane, Bareiro Saguier Rubén. Le discours idéologique de Guarania, Paraguay (1933-1936). In: América : Cahiers du CRICCAL, n°4-5, 1990. Le discours culturel dans les revues latino-américaines de l'entre-deux guerres, 1919-1939. pp. 299-320.[[www.persee.fr/doc/ameri_0982-9237_1990_num_4_1_993 lire en ligne]]
Fragments du discours absent, Le Monde diplomatique, novembre 1985 par Ruben Bareiro-Saguier [lire en ligne]
Le leader et l’ange, Le Monde diplomatique, novembre 1985 [lire en ligne]
Les enterrés vivants et les exilés, Le Monde diplomatique,  septembre 1974 [lire en ligne]
Le Paraguay ou les prémices de la démocratie, (co-auteur Felipe Navarro), Le Monde diplomatique, [lire en ligne]
Une nouvelle vision en profondeur,  Le Monde diplomatique [lire en ligne]
Le “grand parler” d’une mémoire blessée , (co-auteur Jacqueline Baldran), Le Monde diplomatique [lire en ligne]
La dignité retrouvée du guarani au Paraguay, Manière de voir, 2008/2 (n°97), p. 36-36. [lire en ligne]
La Genèse guarani: la cosmogonie complexe des "théologiens de la forêt", Le Courrier de l'UNESCO, 1990, XLIII, 5, p. 18-21, illus.